# Stazione di Cianciana
La stazione di Cianciana è una stazione dismessa della ferrovia a scartamento ridotto Lercara-Filaga-Magazzolo, delle Ferrovie dello Stato. È sita nel territorio comunale di Cianciana, comune italiano della provincia di Agrigento, in Sicilia.

## Storia
La stazione fu costruita nell'ambito del progetto della ferrovia Lercara-Magazzolo e aperta all'esercizio il 3 dicembre 1921 assieme alla tratta Cianciana-Magazzolo. Era questa una delle sezioni importanti della linea in quanto il bacino solfifero di Cianciana era molto esteso e necessitava di un trasporto efficiente verso il caricatore di Porto Empedocle.
Il 15 luglio dell'anno successivo venne aperto il tratto seguente fino ad Alessandria della Rocca.
Il destino della stazione fu legato alla produzione solfifera; quando questa venne meno e il trasporto su strada divenne più competitivo anche la sua importanza venne meno. La stazione fu dismessa nell'ottobre 1959 in seguito alla chiusura della linea. Fu definitivamente soppressa nel 1961.

## Strutture e impianti
La stazione era dotata di un fabbricato viaggiatori a due livelli, a tre luci per prospetto, del tipo adottato per molte stazioni della linea. I servizi erano posti in costruzioni staccate tra cui una adibita a magazzino merci. Il piazzale comprendeva due binari per il traffico viaggiatori e uno scalo merci munito di piani caricatori. Una massiccia torre dell'acqua adiacente al fabbricato riforniva le locomotive a vapore e provvedeva ai servizi idrici di stazione.